# Euromobil
EUROMOBIL je interaktivní multimediální jazykový výukový a informační program v devíti evropských cílových jazycích. Projekt EUROMOBIL byl zahájen v roce 1999 s cílem podpořit mobilitu studentů. EUROMOBIL byl vyvinut s podporou Evropské komise (Socrates/Lingua2). EUROMOBIL může být používán jak při samostudiu, tak s tutorem. S pomocí offline programů (s odkazy na web) se studenti sami připravují na studium v zahraničí a zvládání každodenních situací v hostitelské zemi.

## EUROMOBIL programy a jazykové úrovně
Cílovými jazyky jsou čeština, angličtina, finština, francouzština, němčina, maďarština, polština, portugalština a rumunština. EUROMOBIL programy byly vyvinuty na základě analýzy potřeb a v úzké spolupráci se studenty. Následkem toho se různé jazykové mutace liší ve svých znalostních úrovních, obsahu a cílových dovednostech podle specifických potřeb stážistů v cílové zemi.

### Programy pro začátečníky
- Jazyky: čeština, finština, maďarština, polština, portugalština, rumunština
- Cíle: informace o cílovém jazyku a zemi, příprava na studium v zahraničí a nástroje pro zvládnutí každodenních situací
- Specifický obsah dle zemí: studium, služby, volný čas, knihovna (finský program), cestovní průvodce (maďarský program)
- Aktivity: procvičování slovní zásoby a frází, poslech a čtení s porozuměním, psaní a mluvení (finský program), cvičení na diskuzi v rámci EUROMOBIL fóra
- angličtina jako podpůrný jazyk

### Programy pro pokročilé studenty
- Jazyky: angličtina, francouzština, němčina (aktivity pro začátečníky a středně pokročilé studenty ve francouzském programu)
- Cíle: nástroje pro snadné zvládnutí univerzitních kurzů v cílovém jazyce dané země
- Specifický obsah dle zemí: rady ve studiu, přednášky, semináře, zkouška (německý a anglický program), příjezd na univerzitu, během pobytu, zkoušky a odjezd (francouzský program)
- Aktivity: poslech s porozuměním, procvičení slovní zásoby a interakční strategie, ohodnocení ústní komunikace a diskuze (na EUROMOBIL fóru), psaní a mluvení
- Jednojazyčné

Programy pro začátečníky zahrnují celou řadu audio a krátkých videonahrávek. Aktivity pro pokročilé studenty jsou založeny na autentických a poloautentických videonahrávkách, které se zaměřují na procvičení ústních komunikačních dovedností.

### Význam projektu
Projekt Euromobil byl uveden jako příklad dobré praxe pro individuální výuku cizích jazyků v závěrečné zprávě mezinárodní expertní pracovní skupiny Thematic Network Projects in the Area of Languages (TNP 2), podskupina New (Language) Learning Environments. Dále je zařazen mezi příklady dobré praxe, které byly kriticky zhodnoceny a vybrány členy týmu EUROVOLT. Tento tým se soustředil na online výuku odborného jazyka prostřednictvím virtuálního výukového prostředí.

## Webová stránka
- Oficiální stránka projektu